# 圣莫里斯和拉匝禄教堂
圣莫里斯和拉匝禄教堂（義大利語：Chiesa dei Santi Maurizio e Lazzaro di Lierna），位于意大利伦巴底大区列尔纳科莫湖，此处亦是意大利王国皇室骑士团的基地。
教堂内有可追溯到 1300 年的壁画。教堂是意大利国王萨沃伊家族勋章的建立地。
圣毛利修斯和圣拉扎罗小教堂早在一千年之前就已存在，自1147年起就有文献记录。它位于列尔纳城堡内的城镇中心，城堡的遗迹仍然融入周围的房屋中。入口门两侧绘有圣毛利修斯和圣拉扎罗的画像，可追溯至十七世纪，还有一幅油画，也是那个时期的作品，描绘了“耶稣与玛尔大和玛利亚”。在祭坛上方保存着一尊木制圣毛利修斯像。
这座教堂设计用于在围困期间继续履行其职能，因此其后壁面朝湖，作为一种防御堡垒，而入口位于城堡墙内。
这座小教堂也是萨伏伊家族的成立地点，该家族在该地区的历史中扮演了重要角色。

## 外部連結
- 伦巴第文化遗产，意大利政府（页面存档备份，存于）
- (It) "I Savoia all'inaugurazione della Chiesa di Lierna", La Provincia, 2005年5月9日（页面存档备份，存于）